# Чухрий, Чеслав
Вячеслав Чухрий (14 июля 1973, Бахмут, Кэлэрашь, Республика Молдова) — молдавский биотехнолог и бизнесмен, президент Федерации тенниса Республики Молдова и застройщик Satul German, самого крупного проекта в сфере недвижимости в стране за последние 30 лет. На данный момент недостроен.

## Биография
Вячеслав Чухрий родился 14 июля 1973 года в городе Бахмут Каларашского района в семье Светланы Чухрий (род. 20 августа 1947 г. — ум. 13 июня 2004 г.) и Мирчи Чухрий (род. 13 августа 1944 г.). — г. 31 декабря 2015 г.), последний — доктор биологических наук по специальности " вирусология ", докторская диссертация защищена в Институте имени М. В. Ломоносова, г. Москва; член Нью-Йоркской академии наук.
Вячеслав учился в Государственном университете Молдовы на биолого-химическом факультете по специальности «Микробиология и вирусология». Окончил университет в 1995 году и продолжил обучение в магистратуре и докторантуре. Докторскую диссертацию защитил в 2010 году в Академии наук, Институте микробиологии и биотехнологий, на тему "Получение веществ, применяемых при лечении доброкачественной гиперплазии предстательной железы ". Полученное вещество — «Аденопросин», запатентованное изобретение.
Имеет двойное гражданство: молдавское и румынское .

## Профессиональная деятельность

### Деловая активность
С 1998 г. изучал биологически активные вещества, полученные его отцом, а в 2003 г. получил первые допуски к клиническим испытаниям. В 2005 году было получено разрешение на получение фармацевтически активного вещества аденопрозина — активной фармацевтической субстанции из тканей насекомых. Сразу после получения одобрения Агентства по лекарственным средствам, в 2006 году, начинается производство препарата с активным веществом аденопросином. Для производства сырья он приобрёл специализированный завод. Сам препарат производит сторонняя фабрика.
В 1998 году открыл компанию Newtone Laboratories, а позже компании Биотехнос и Энтофарм. Компании занимаются производством фармацевтического сырья (специализируются на лечении остеоартроза). Чухрий владеет фармацевтическими компаниями в Румынии, и других странах СНГ. С 2015 г. развивает собственную команду продаж и дистрибуции в нескольких странах СНГ, включая Казахстан, Беларусь и Украину.
В прошлом Чеслав Чухрий также инвестировал в ряд ресторанов, таких как Cactus и Mi Piace, которые затем продал.
В 2016 году он способствовал выводу международной розничной компании Kaufland в Республику Молдова, для которой разработал четыре проекта. Для деятельности, связанной с Kaufland, Чеслав Чухрий приобрёл компанию Regata Imobiliare, которая затем реализовала другие проекты в сфере недвижимости.
В 2017 году Чухрий приобрёл зал для мероприятий «Casa Sărbătorii». После периода реконструкции заведение было переименовано в «Regata Events», а позже — в «Madison Park».
С февраля 2022 года Чеслав Чухрий строит в столице Республики Молдова «Satul German», жилой микрорайон европейского типа. Микрорайон рассчитан примерно на 5000 жителей и это будет автономный посёлок, со школой, детским садом, больницей, торговым центром, фитнес-центром, бизнес-центром, с современной инфраструктурой и богатой и т. п. Он строится с нуля на проспекте Дачия.
Также Чеслав Чухрий строит в Кишинёве вместе с международной группой ACCOR первый отель сети ibis Styles . Он разместится в Немецкой деревне и будет введён в эксплуатацию в 2024 году.
Также в 2022 году Чеслав Чухрий вышел на медиарынок, став владельцем станций «Радио Норок» и «Норок ТВ». По этому поводу Чухрий заявил, что сделает все возможное, чтобы «вывести на рынок достойный медиаканал, продвигающий национальную культуру и молодые таланты».

### Социальная деятельность
Чеслав Чухрий финансирует более 10 стартапов из Республики Молдова. Поддерживает и реализует в Республике Молдова программу личностного развития для подростков «Лидеры третьего тысячелетия» (2016—2019 гг., завершена в апреле 2019 г.).
В конце 2020 года было объявлено о существовании Благотворительного фонда Чеслава Чухрий (Ceslav Ciuhrii Charity Foundation), его первый проект получил название «Подари магию сказки» и осуществлялся в период с 15 декабря 2020 года по январь 15, 2021. Ещё одним важным социальным проектом, поддерживаемым Чеславом Чухрием и его Фондом, является " Salvăm inimile mici ", посредством которого финансируются дорогостоящие операции за границей для детей из Республики Молдова.
С 11 июня 2018 года носит титул Президента Национальной федерации тенниса Республики Молдова, ранее являясь активным членом и спонсором различных мероприятий. Финансово поддержал участие Республики Молдова в Кубке Дэвиса . Также Чеслав Чухрий поддерживает Раду Албота, лучшего теннисиста Республики Молдова.
Активно продвигает теннис в Республике Молдова. В октябре 2021 года он построил два теннисных корта в парке " La Izvor " в Кишинёве со свободным доступом. Также в 2021 году он объявил о строительстве современного теннисного клуба в Satul German с шестью открытыми и 12 крытыми теннисными кортами, где также будут организованы международные турниры.